# Michelle Gulyás
Michelle Gulyás (Londres, 24 de outubro de 2000) é uma pentatleta húngara, campeã olímpica.

## Carreira
Começou a fazer ginástica com a irmã aos cinco anos, mudou aos 11 e começou o pentatlo no KSI como o irmão mais novo.
Em 2015, no Campeonato Europeu juvenil da faixa B, foi quarto individual no quádruplo e primeiro na equipe e no revezamento. Em 2016, conquistou o 20º lugar individual e o 9º lugar no revezamento do Mundial Juvenil nas quatro tempos. No mesmo ano, na faixa etária juvenil B, foi segundo nas quatro tacadas no Europeu individualmente e por equipes, e quarto no revezamento. Em julho de 2017, ele terminou em 32º lugar na Copa do Mundo Júnior como individual, depois no Campeonato Mundial Sub-19 em Praga, terminou em quarto lugar como individual, oitavo como equipe e terceiro no revezamento.
Nos Jogos Olímpicos de Verão de 2024, em Paris, conquistou a medalha de ouro na competição individual feminina.